# The Age of Desire
The Age of Desire è un film muto del 1923 diretto da Frank Borzage.

## Produzione
Il film fu prodotto dalla Arthur H. Jacobs Corporation.

## Distribuzione
Il copyright del film, richiesto dalla Arthur H. Jacobs Corp., fu registrato il 20 settembre 1923 con il numero LP19416.
Distribuito dalla Associated First National Pictures e presentato da Arthur H. Jacobs, il film uscì nelle sale statunitensi nel settembre 1923.
Non si conoscono copie ancora esistenti della pellicola che viene considerata presumibilmente perduta.